# Caroll Spinney
Pour les articles homonymes, voir Spinney.
Caroll Edwin Spinney est un marionnettiste, dessinateur et acteur américain né le 26 décembre 1933 à Waltham (Massachusetts) et mort le 8 décembre 2019 à Woodstock (Connecticut).

## Biographie
Caroll Spinney est né à Waltham (Massachusetts) le 26 décembre 1933. Sa mère, originaire de Bolton en Angleterre, l'a nommé Caroll parce qu'il est né le lendemain de Noël. Il dessine et peint depuis son enfance. Il a développé un amour de la marionnette en voyant une représentation de Three Little Kittens à l'âge de cinq ans. Cela l'a motivé à acheter une marionnette de singe lors d'une vente de fouille trois ans plus tard et à organiser un spectacle de marionnettes en utilisant le singe et un serpent en peluche. Le Noël suivant, sa mère lui a offert un théâtre de marionnettes de Punch et Judy. Il a continué la marionnette tout au long de son enfance et de son adolescence et a utilisé ses performances pour collecter des fonds pour les frais de scolarité. 
Après avoir obtenu son diplôme de l'Acton High School (par la suite Acton-Boxborough Regional High School) à Acton (Massachusetts), Spinney a servi dans l'US Air Force. 

### Famille
Caroll Spinney a eu trois enfants de son premier mariage avec Janice Spinney, qu'il a épousée en 1960, et a quatre petits-enfants. Spinney et Janice ont divorcé en 1971 après onze ans de mariage. Spinney a été marié à sa deuxième épouse, Debra Jean Gilroy, de 1979 jusqu'à sa mort. 

### Mort
Caroll Spinney est mort à son domicile de Woodstock (Connecticut) le 8 décembre 2019 à l'âge de 85 ans. Avant sa mort, il vivait avec la dystonie, un trouble du mouvement neurologique qui provoque des contractions musculaires.

## Filmographie
- 1966 : Bozo's Big Top (série TV) : Mr. Lion
- 1969 : 1, rue Sésame (« Sesame Street ») (série TV) : Big Bird (1969-) / Oscar the Grouch (1969-) / Bruno (1978-1990) / Granny Bird (1981, 2001) / Lefty (1969) (voix)
- 1978 : Christmas Eve on Sesame Street (TV) : Big Bird / Oscar (voix)
- 1978 : A Special Sesame Street Christmas (TV) : Big Bird / Oscar the Grouch (voix)
- 1979 : The Muppet Movie : Big Bird (voix)
- 1981 : Les Muppets à Londres (The Great Muppet Caper) : Oscar The Grouch (voix)
- 1983 : Big Bird in China (TV) : Big Bird / Oscar (voix)
- 1983 : Don't Eat the Pictures: Sesame Street at the Metropolitan Museum of Art (TV) : Big Bird, Oscar the Grouch (voix)
- 1985 : Suivez cet oiseau (Sesame Street Presents: Follow that Bird) : Big Bird / Oscar / Bruno / Grouch (uncredited) (voix)
- 1986 : Learning About Letters (vidéo) : Big Bird / Oscar The Grouch (voix)
- 1986 : The Muppets: A Celebration of 30 Years (TV) : Big Bird, Oscar the Grouch, Bruno (voix)
- 1986 : Learning About Numbers (vidéo) : Big Bird (voix)
- 1987 : Shalom Sesame (série TV) : Oscar the Grouch (voix)
- 1987 : A Muppet Family Christmas (TV) : Big Bird, Oscar the Grouch (voix)
- 1987 : The Adventures of Super Grover (TV) : Big Bird / Oscar (voix)
- 1987 : Big Bird Brings Spring to Sesame Street (TV) : Big Bird / Oscar the Grouch (voix)
- 1987 : Kids Like These (TV) : Big Bird
- 1988 : Count It Higher: Great Music Videos from Sesame Street (vidéo) : Big Bird / Oscar the Grouch (voix)
- 1988 : Sesame Street Special (TV) : Big Bird / Oscar the Grouch / Bruno (voix)
- 1988 : Wow, You're a Cartoonist! (vidéo) : Picklepuss, Pop
- 1990 : The Muppets Celebrate Jim Henson (TV) : Big Bird / Oscar (voix)
- 1991 : Big Bird in Japan (TV) : Big Bird
- 1994 : It's Not Easy Being Green (vidéo) : Big Bird
- 1994 : Sesame Street Jam: A Musical Celebration (TV) : Big Bird and Oscar the Grouch (voix)
- 1996 : Elmo Saves Christmas (vidéo) : Big Bird / Oscar (voix)
- 1999 : Cinderelmo (TV) : Big Bird (voix)
- 1999 : Elmo au pays des grincheux (The Adventures of Elmo in Grouchland) : Big Bird / Oscar (voix)
- 2000 : Elmo's Musical Adventure (série TV) : Big Bird / Oscar (voix)
- 2004 : What's the Name of That Song (vidéo) : Big Bird.
- 2009 : La Nuit au musée 2, de Shawn Levy